# (4469) Utting
(4469) Utting est un astéroïde de la ceinture principale.

## Description
(4469) Utting est un astéroïde de la ceinture principale. Il fut découvert le 1er août 1978 à Bickley par l'observatoire de Perth. Il présente une orbite caractérisée par un demi-grand axe de 2,57 UA, une excentricité de 0,19 et une inclinaison de 11,9° par rapport à l'écliptique.

## Compléments